# Chaetophthalmus flavocaudus
Chaetophthalmus flavocaudus är en tvåvingeart som beskrevs av Cantrell 1985. Chaetophthalmus flavocaudus ingår i släktet Chaetophthalmus och familjen parasitflugor. Inga underarter finns listade i Catalogue of Life.